# Ondreville-sur-Essonne
Ondreville-sur-Essonne ist eine französische Gemeinde mit 403 Einwohnern (Stand: 1. Januar 2022) im Département Loiret in der Region Centre-Val de Loire. Sie gehört zum Kanton Le Malesherbois und zum Arrondissement Pithiviers. 
Sie grenzt im Nordwesten an Aulnay-la-Rivière, im Norden an Briarres-sur-Essonne, im Osten an Puiseaux, im Süden an Grangermont und im Südwesten an La Neuville-sur-Essonne.

## Bevölkerungsentwicklung
| Jahr      | 1962 | 1968 | 1975 | 1982 | 1990 | 1999 | 2008 | 2019 |
| --------- | ---- | ---- | ---- | ---- | ---- | ---- | ---- | ---- |
| Einwohner | 183  | 184  | 160  | 263  | 286  | 333  | 369  | 402  |

## Sehenswürdigkeit

Kirche Saint-Léger

- Kirche Saint-Léger